# Coenraad Hiebendaal
Coenraad Christiaan Hiebendaal (ur. 10 kwietnia 1879 w Gorinchem, zm. 3 czerwca 1921 w Amsterdamie) – holenderski wioślarz.
Coenraad Hiebendaal był uczestnikiem Letnich Igrzysk Olimpijskich 1900 w Paryżu, podczas których wraz ze swoją osadą zajął 2. miejsce w drugim finale w konkurencji czwórek ze sternikiem.